# Lobocleta inermaria
Lobocleta inermaria là một loài bướm đêm trong họ Geometridae.